# Konrád II. Hrbatý

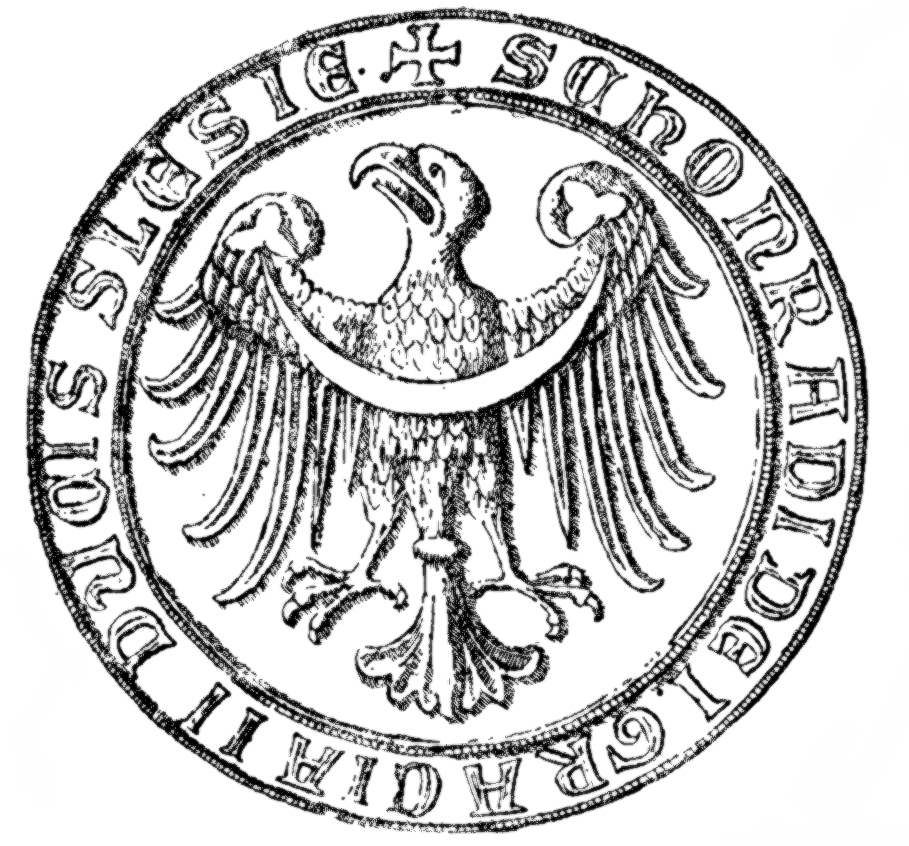
Pečeť Konráda Hrbatého

Konrád II. Hrbatý (polsky Konrad II Garbaty; † 11. října 1304) byl stínavský a zaháňský kníže z dynastie Piastovců.
Byl druhorozeným synem knížete Konráda Hlohovského a Salomeny, dcery Vladislava Odoniče. Byl určen církevní kariéře, studoval v italské Bologni. Zemřel roku 1304 a byl pohřben v cisterciáckém klášteře Lubuš.